# Cathorops multiradiatus
Cathorops multiradiatus és una espècie de peix de la família dels àrids i de l'ordre dels siluriformes.

## Morfologia
Els mascles poden assolir els 30 cm de llargària total.

## Distribució geogràfica
Es troba als rius i badies de la costa del Pacífic entre Guatemala i Panamà.